# Svetlana Osipova
Svetlana Osipova (uzbekiska: Светлана Осипова), född 3 maj 2000, är en uzbekisk taekwondoutövare.

## Karriär
Vid olympiska sommarspelen 2024 i Paris tog Osipova silver i +67 kg-klassen efter en finalförlust mot franska Althéa Laurin.